# Iñigo Agirre Kerexeta
Iñigo Agirre Kerexeta (Elorrio, 9 d'agost de 1942) és un geògraf i polític basc. El 1969 es llicencià en geografia i història a la Universitat de Santiago de Compostel·la i 1976 es doctorà en geografia a la Universitat de Navarra. Ha estat professor de geografia humana i desenvolupament regional i sistemes d'informació a les Facultats de Filosofia i Lletres i Sociologia, i des de 1985 és catedràtic de Geografia a la Universitat de Deusto.
Militant del Partit Nacionalista Basc (PNB), fou diputat Biscaia a les eleccions generals espanyoles de 1977, 1979 i 1982, però renuncià el 1984 al seu escó i fou substituït per Joseba Mirena de Zubía Atxaerandi. Fou escollit novament diputat a les eleccions al Parlament Basc de 1984 i 1986 dins les llistes del Partit Nacionalista Basc (PNB).
Ha estat membre fundador i Vicedirector de l'Institut Geogràfic Basc (Ingeba) i responsable de la Secció de Cartografia i Fotogrametria. De 1988 a 1997 fou representant del Govern Basc en el Consell Superior Geogràfic.

## Obres
- Eusko lurra (1979)
- El Valle del Deba: estudio de geografía regional (1987)
- Usos del suelo en Bizkaia y su evolución 1960-1985
- Elorrio : aproximación a una monografía local (1995)
- Usos del Suelo en Arratia, Duranguesado y Urdaibai (1998)
- Atlas Informático de Bizkaia (1992)
- Atlas Informático del departamento de Obras Públicas del Gobierno Vasco (1994)
- Atlas Informático del EUSTAT
- Atlas de siniestralidad de la red viaria de Bizkaia (1999)